# Johan Tobias Sergel

Porträtt av Johan Tobias Sergel i halvfigur. Han är klädd i rock och sidenväst samt skjorta (1794). Porträttet utfört av den danske målaren Jens Juel (1745–1802). Nationalmuseum, Stockholm.

Johan Tobias Sergel, före adlandet 1808 Sergell, född 28 augusti 1740 i Stockholm, död 26 februari 1814 i Stockholm, var en svensk bildhuggare, målare och tecknare. Han var stamfar till ätten Sergel, far till Gustaf Sergel och farfars far till Birger Sergel.

## Biografi
Johan Tobias Sergel var son till det tyska konstnärsparet Christoffer Sergell och Elisabet Swyrner, vilka flyttat till Sverige året innan sonen föddes. Fadern var hovbrodör, liksom hans systrar, brodöserna Anna Sibylla Sergell (en annan namnversion är Anna Brita Sergell) och Maria Sofia Sergell.
Sergels talanger upptäcktes tidigt och han fick undervisning av Jean Eric Rehn och Jacques Adrien Masreliez. År 1757 började han som elev hos den från Frankrike inkallade Pierre Hubert L'Archevêque, som modellerade Gustav II Adolfs staty, Stockholm.  Han assisterade också denne vid utförande av två statyer för kungliga slottet. En annan viktig händelse i hans tidiga utveckling var hans möte med gravören Per Floding, som introducerade honom i den nyantika stilen.

### Studieresa till Frankrike och Italien
Vid nitton års ålder fick Sergel fast lön på Kungliga slottsbyggnadsstaten, och två år senare erhöll han Ritareakademiens stora guldmedalj. År 1767 kunde han genom ett reseunderstöd på 3 000 daler silvermynt göra en studieresa till Paris, Rom och Neapel. Under ett år fördjupade han sig i de antika konstverken, ett år under vilket han själv inte producerade någonting. Skulpturer med inspiration från hans utlandsvistelse är bland andra Vattennymfen (hans första självständiga verk), Vilande Faun och Den döende Otryades. Ludvig XV av Frankrike beställde av honom skulpturen Amor och Psyke, men kungen dog medan verket bara var halvfärdigt. Det köptes då i stället av Gustav III, som alltmer hade börjat intressera sig för den lovande konstnären.

### Arbete i Stockholm
Efter tolv år utomlands kallades han till Sverige av Gustav III. Något motvilligt reste han till Stockholm – han hade just valts in som medlem i den franska konstakademien – och utnämndes till kunglig bildhuggare. Han hade också erbjudits av Katarina II att bosätta sig i Ryssland, men tackat nej till anbudet. Amor och Psyke skulpterades nu färdigt. År 1780 blev han professor vid Konstakademien och 1782 riddare av Vasaorden. Trots de stora framgångarna och många amorösa äventyr var Sergel ibland melankolisk och brottades stundom med självmordsplaner.

## Privatliv
En avgörande förändring i hans liv inträffade när han 1783 träffade värdshusflickan Anna-Rella Hellström. Hon blev hans älskarinna, och deras kärleksmöten skildrade han i flera humoristiska och starkt erotiska teckningar, men också i innerliga skildringar av familjelivet. Efter en resa med Gustav III flyttade Sergel och Anna Rella in i en ateljévåning i sedermera Sergelhuset i kvarteret Beridarebanan söder om Hötorget i Stockholm. Anna Rella födde fyra barn, av vilka två överlevde. Tiden med henne och barnen var den lyckligaste tiden i hans liv. Åren blev inte så många: hon dog redan 1796. Under de sista arton åren av sitt liv blev han såväl hovintendent som adlad. Hans grav finns på Adolf Fredriks kyrkogård i Stockholm.

## Utmärkelser
- Riddare av Vasaorden den 22 juli 1782
- Riddare av Nordstjärneorden den 2 november 1795
- Adlad - 24 januari 1808 till Sergel (samma dag som Gustav III:s staty invigdes)[4]

## Offentliga verk i urval
- Två skulpturer av Clio och Axel Oxenstierna i en sockelgrupp till Gustav II Adolfs staty, Stockholm
- Gustav III:s staty, rest 1808, på Skeppsbron i Stockholm
- Byst av Gustav III i marmor 1792 och i bronsavgjutningar i Näckrosdammen, Göteborg och i Mästarnas Park i Hällefors

Johan Tobias Sergel är representerad på bland annat Bonniers porträttsamling, Nationalmuseum, Norrköpings konstmuseum, Göteborgs konstmuseum, Teckningsmuseet i Laholm, Uppsala universitetsbibliotek och Hotell Sergel Plaza i Stockholm. Han har lånat sitt namn åt bland annat Sergels torg, Sergelarkaden och Sergelgatan i Stockholm samt Sergels väg i Malmö.

## Bilder

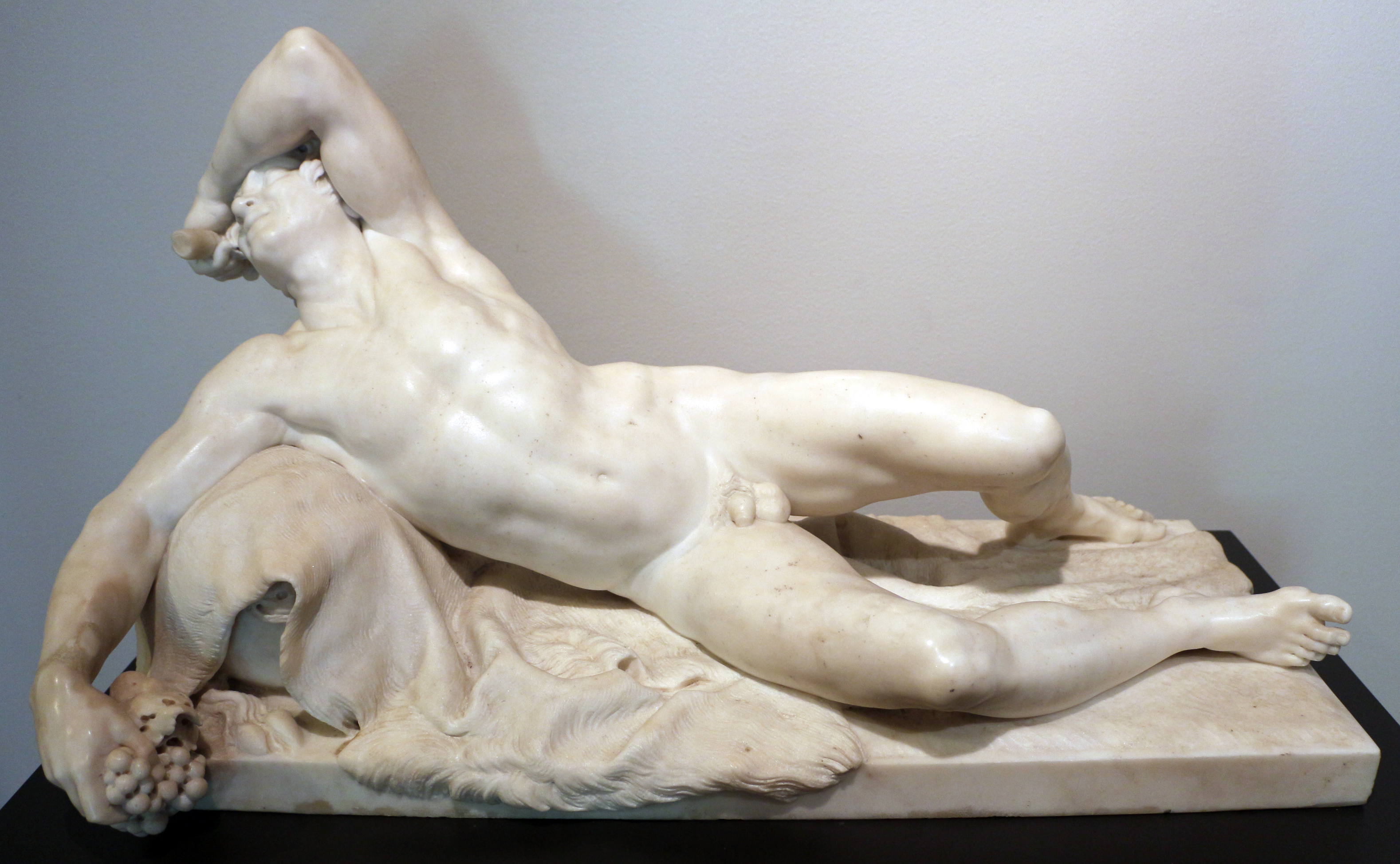
Vilande faun (1774), Konstmuseet Sinebrychoff, Helsingfors.
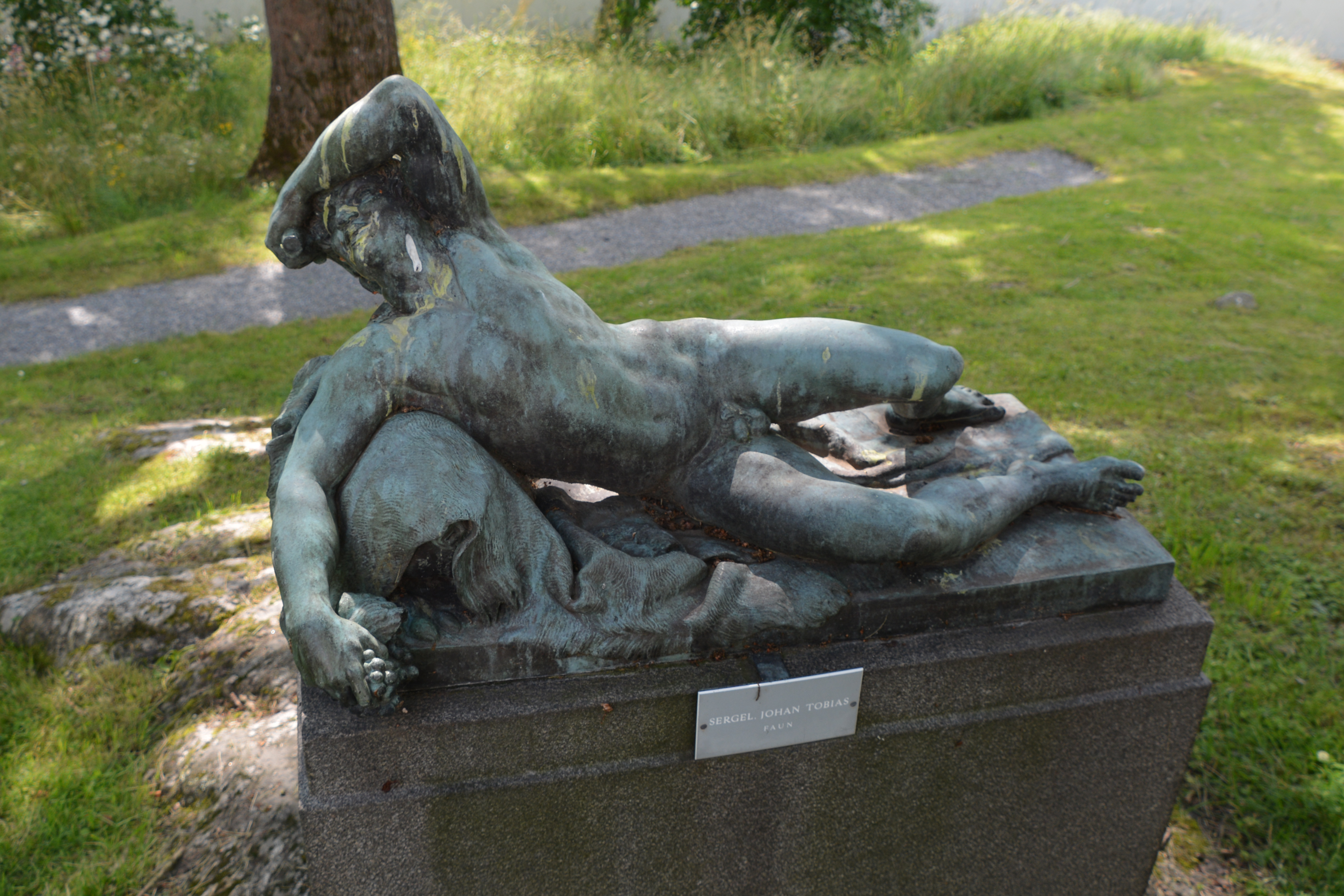
Vilande faun i Thielska galleriets trädgård, Stockholm.
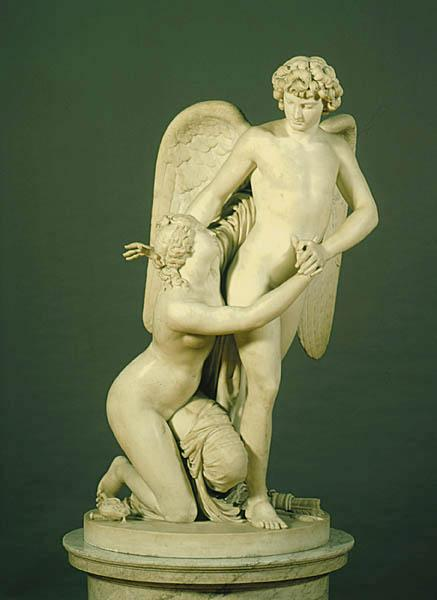
Amor och psyke, Nationalmuseum, Stockholm.
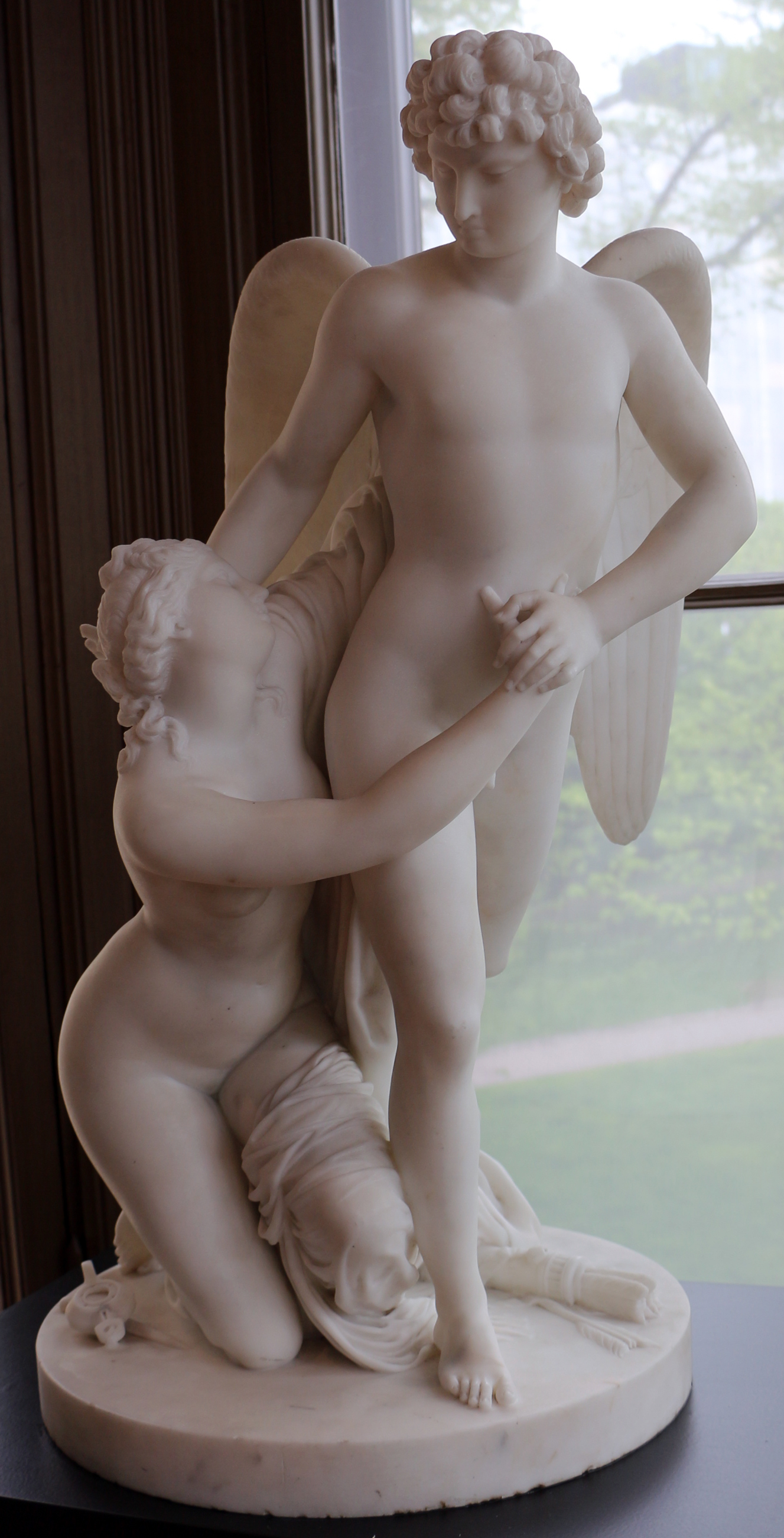
Amor och psyke (1789), Konstmuseet Sinebrychoff, Helsingfors.
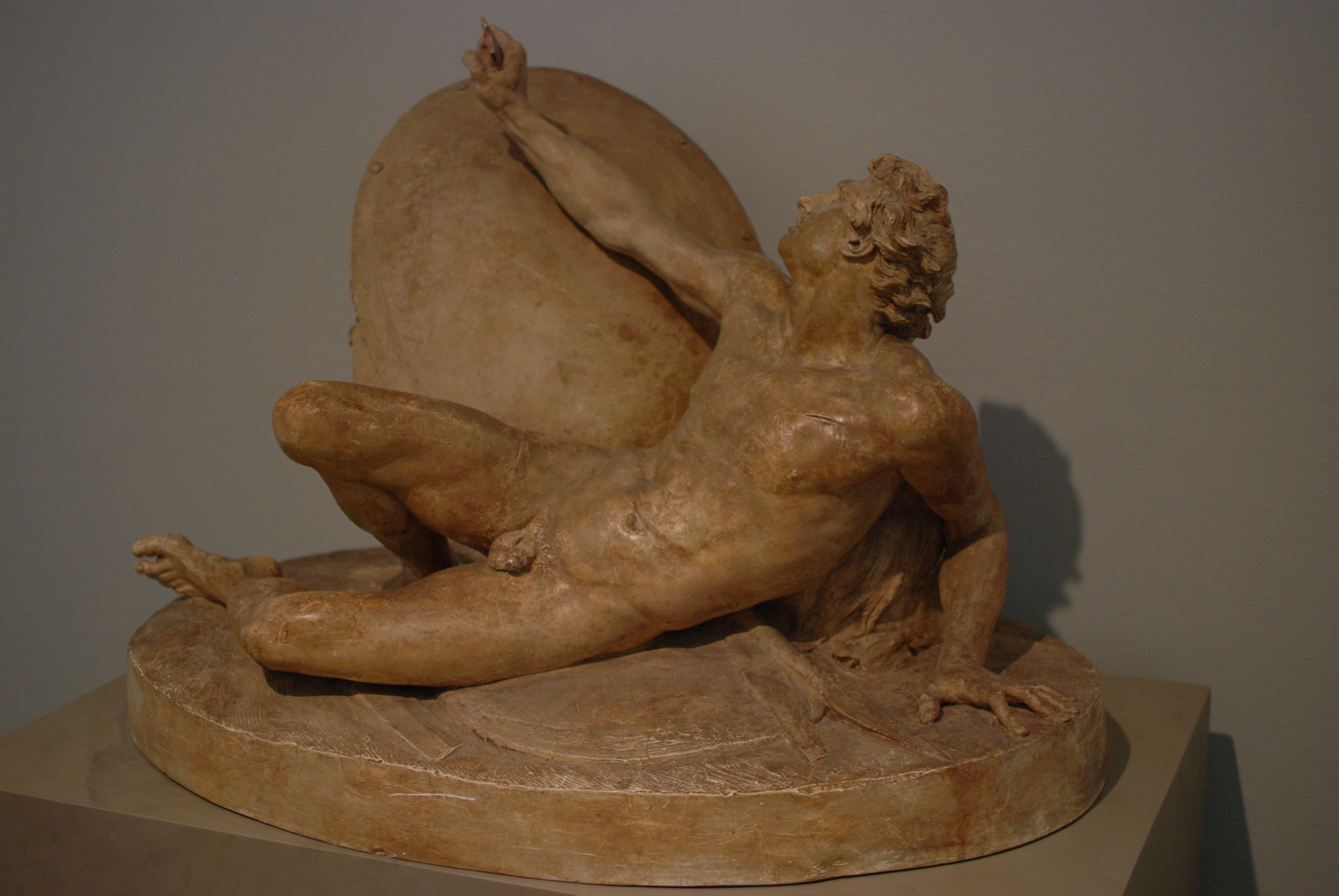
Den döende Otryades, gipsskulptur. Göteborgs konstmuseum.
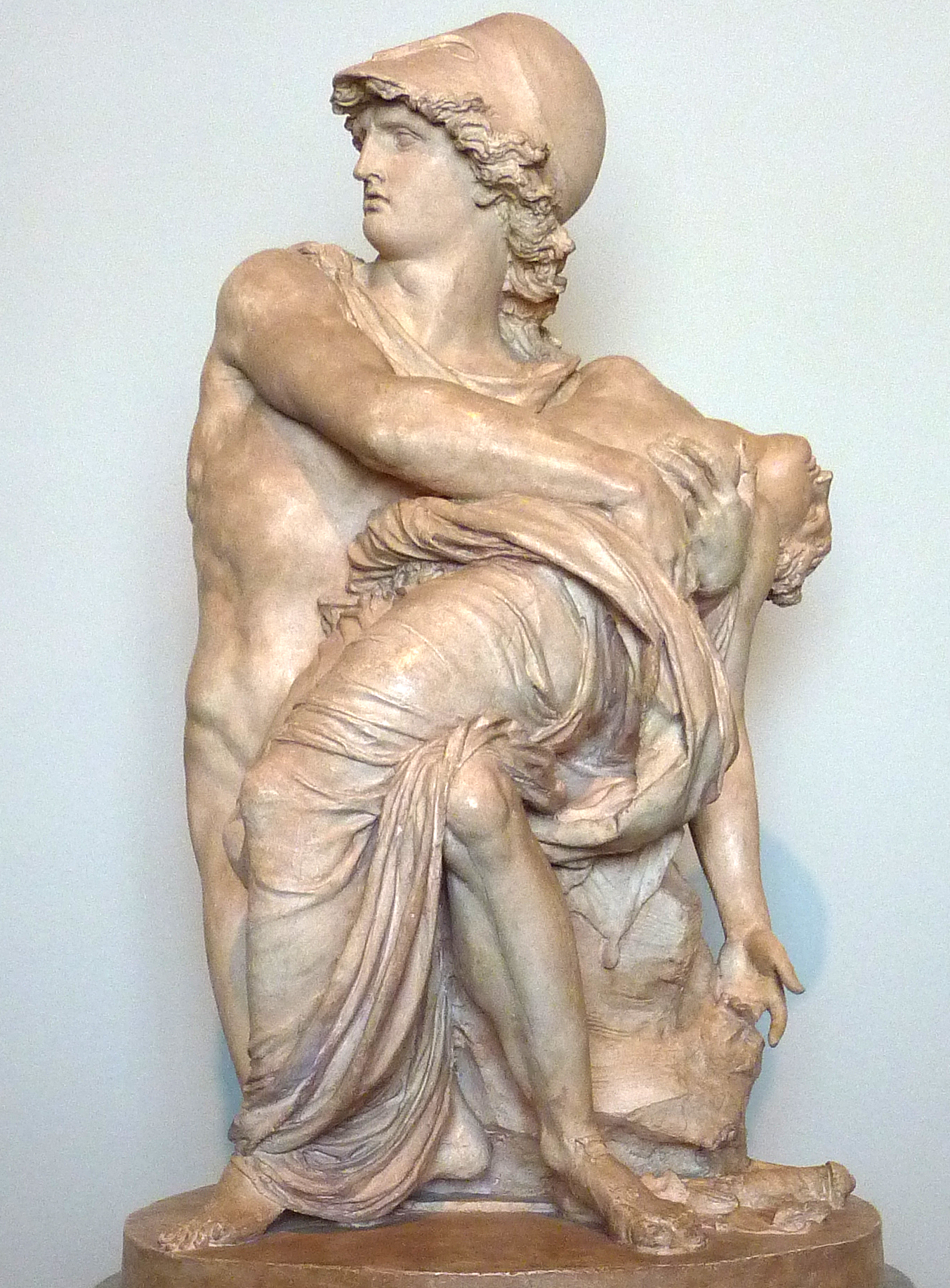
Mars och Venus, gipsskulptur. Göteborgs konstmuseum.
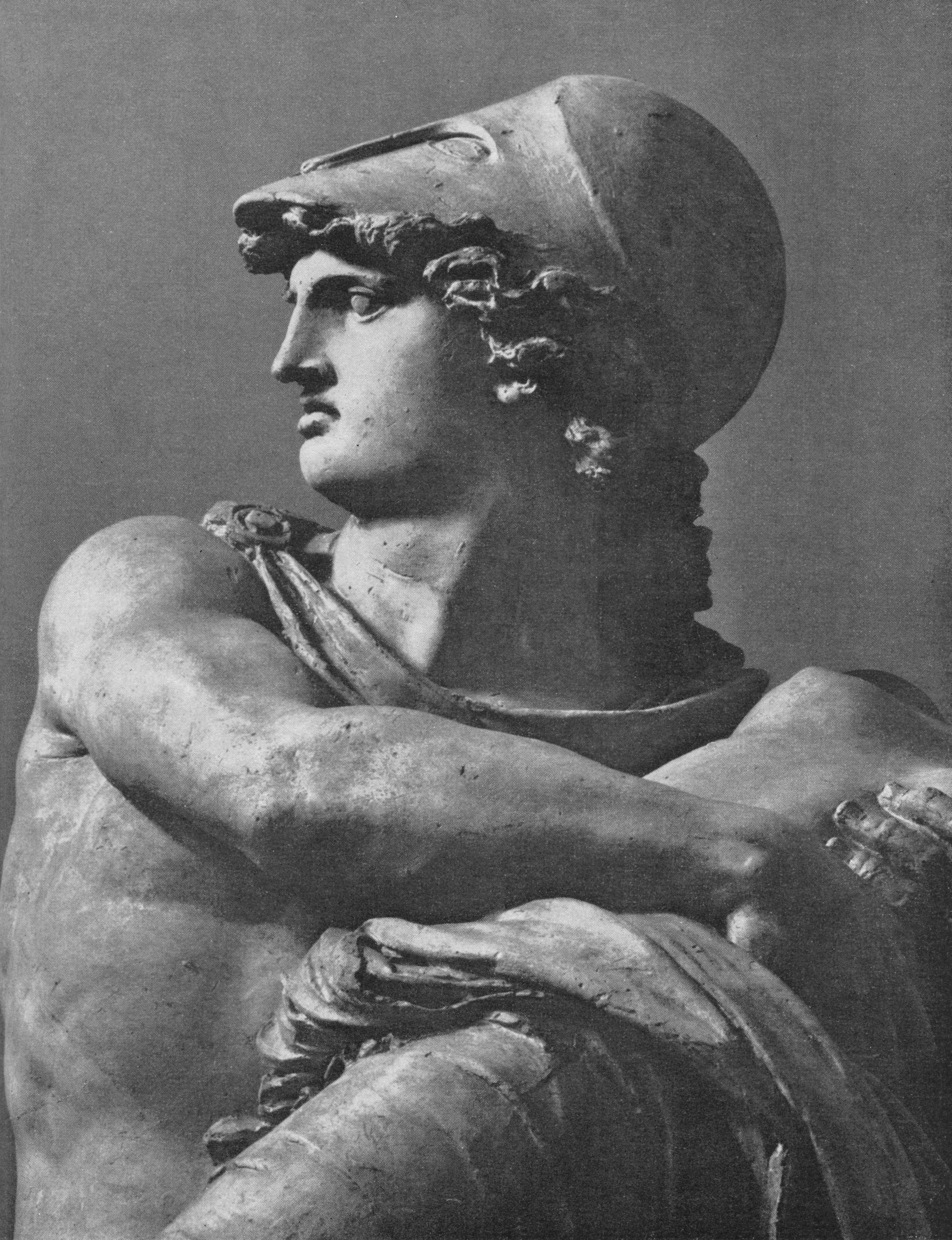
Mars och Venus (1772), detalj.
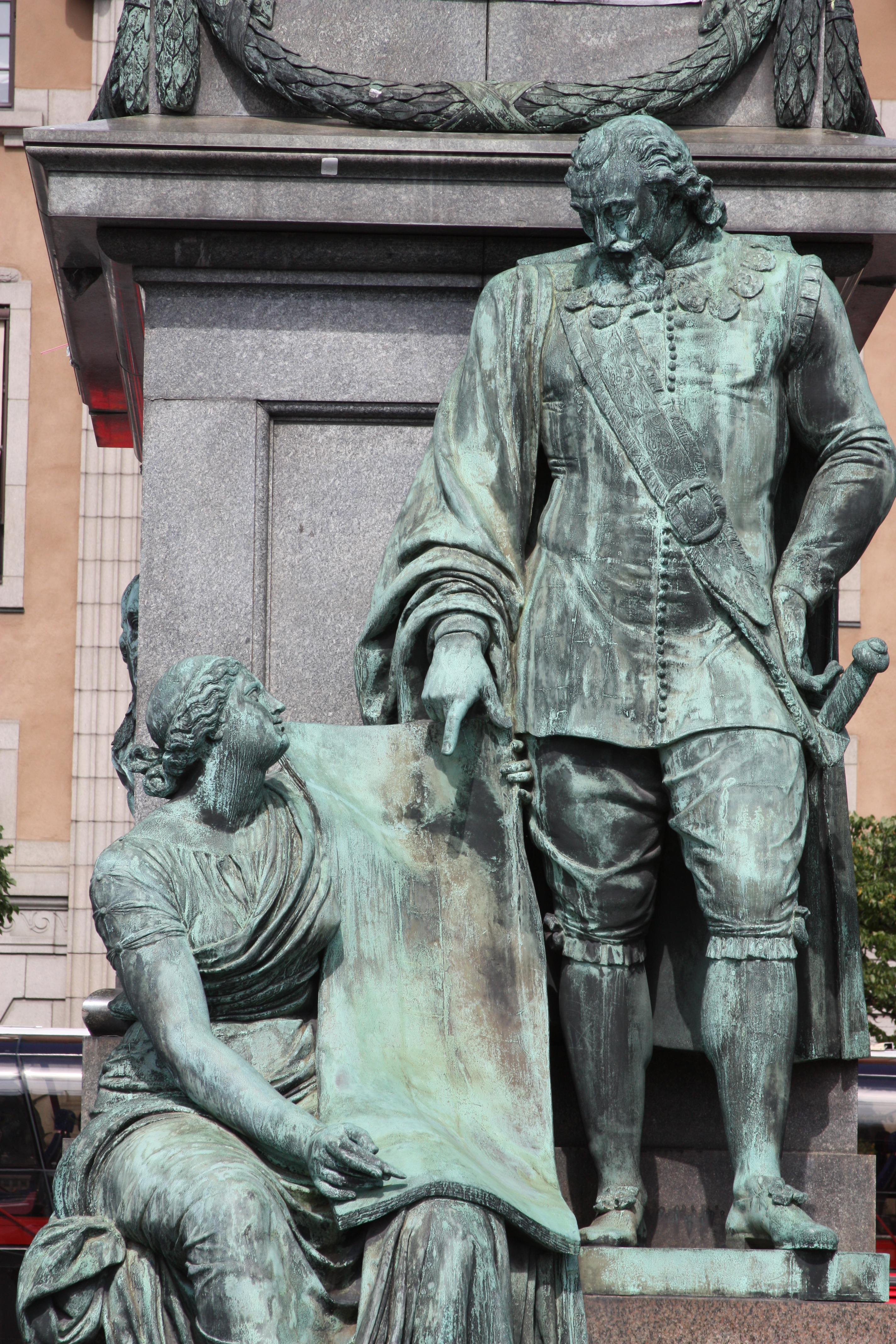
Sockelgruppen med Axel Oxenstierna och Clio på sockeln till Gustav II Adolfs staty, Stockholm.
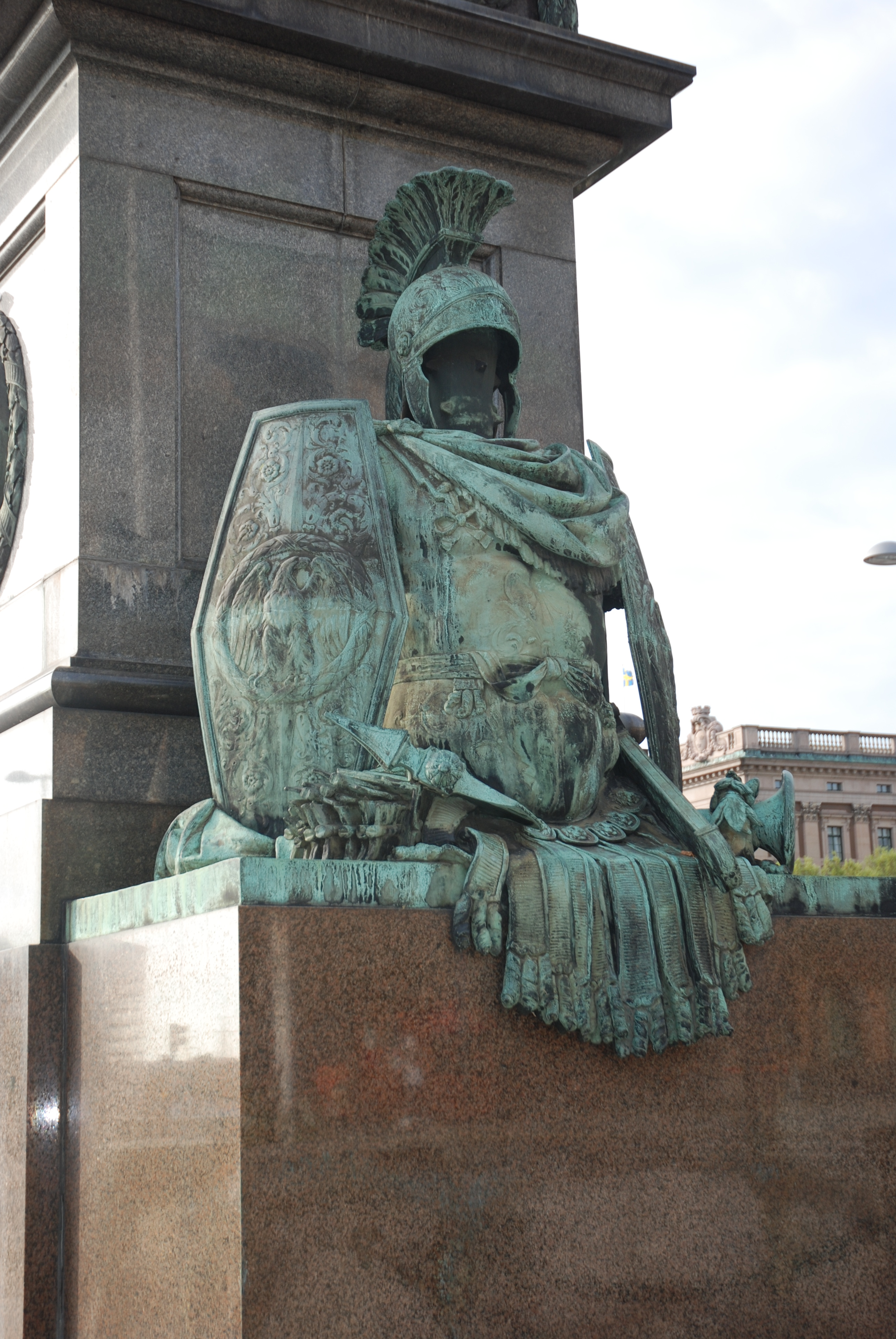
Fama-skulpturen, på norra sidan om Gustav II Adolf-monumentet.
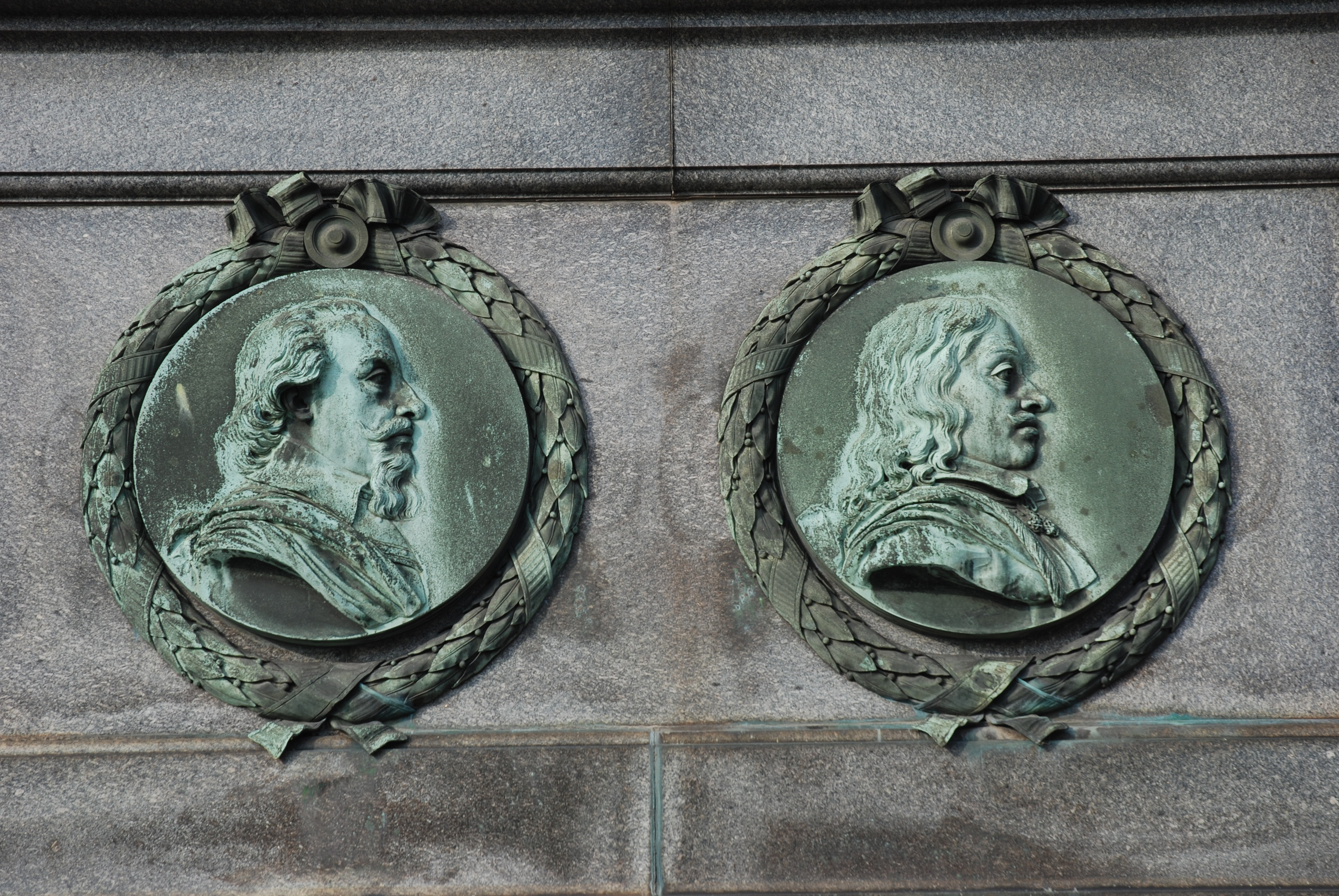
Reliefer av general Hans Christoff Königsmarck (?) och general Karl Gustav Wrangel (?) på östra sidan av Gustav II Adolf-monumentet.
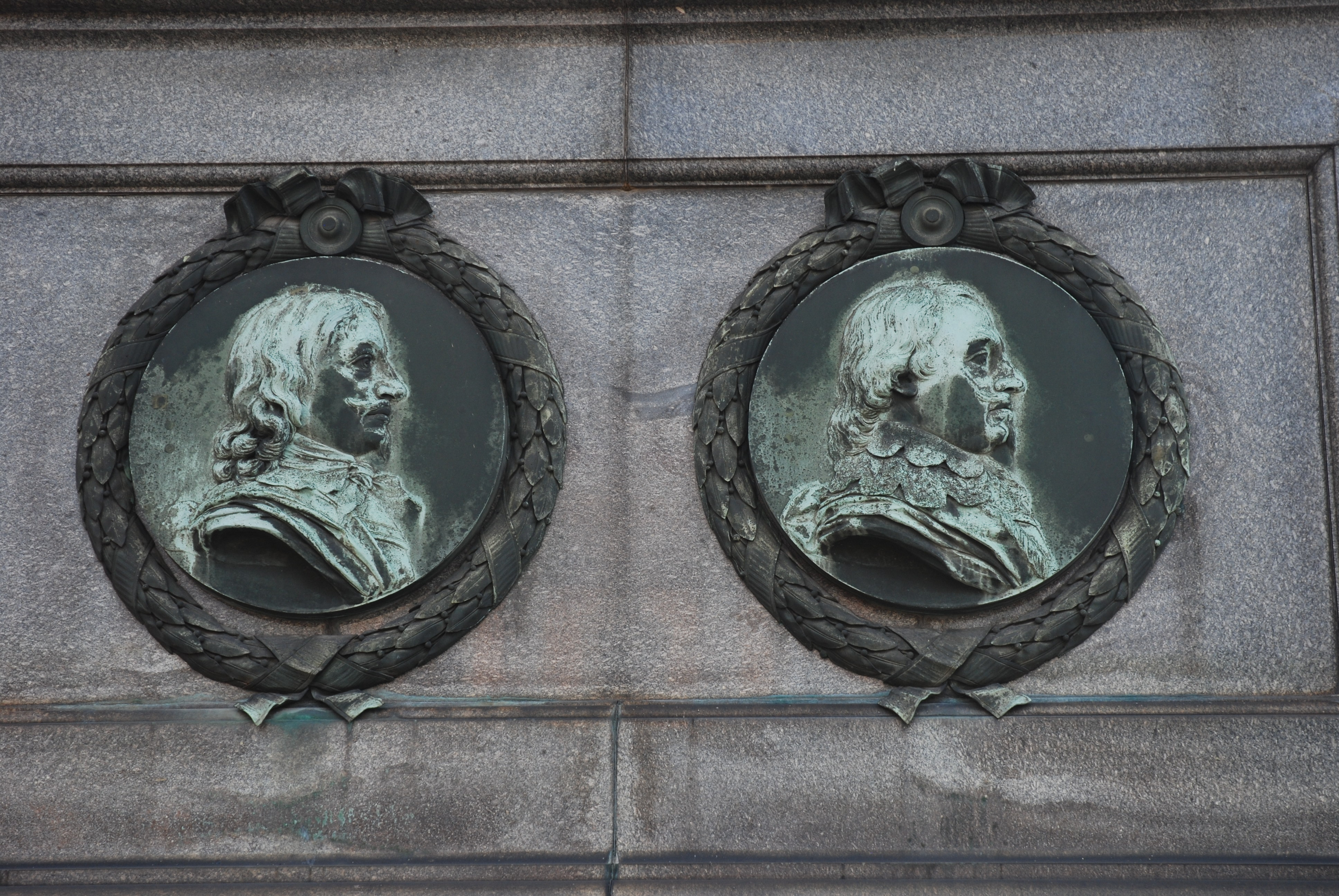
Reliefer av general Lennart Torstensson (?) och general Johan Banér (?) på västra sidan av Gustav II Adolf-monumentet.
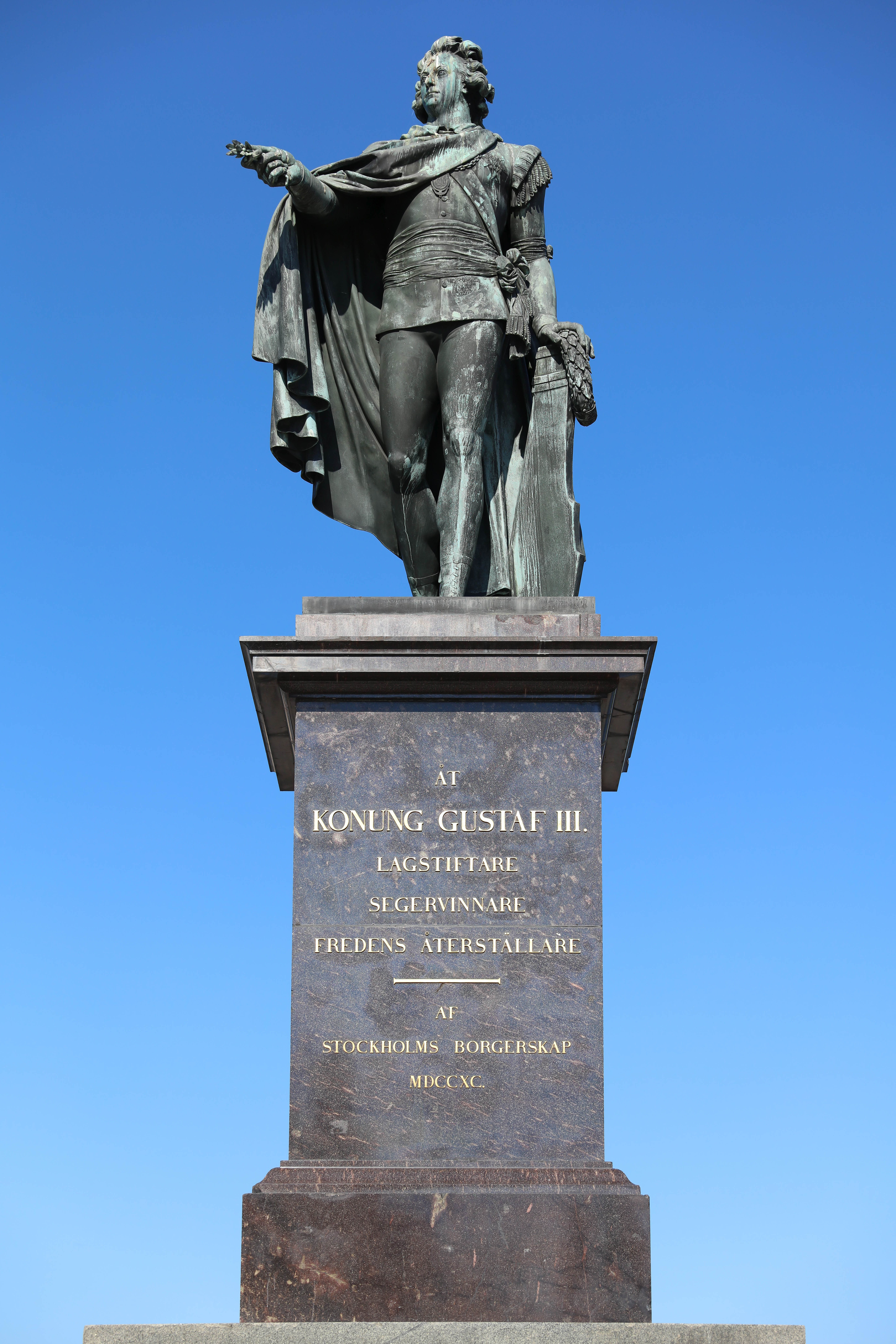
Gustav III:s staty på Skeppsbron i Stockholm.
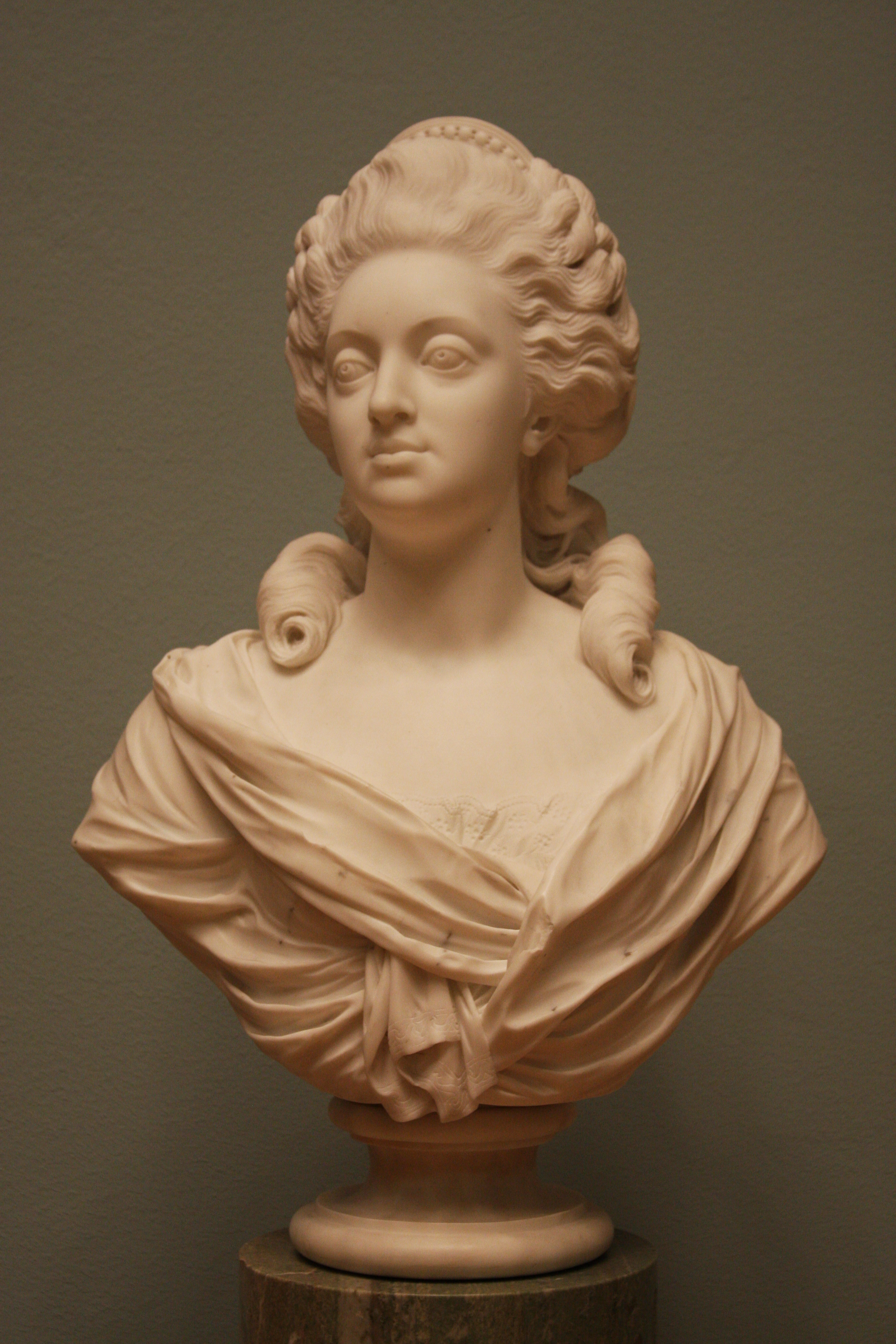
Drottning Sofia Magdalena, 1783.
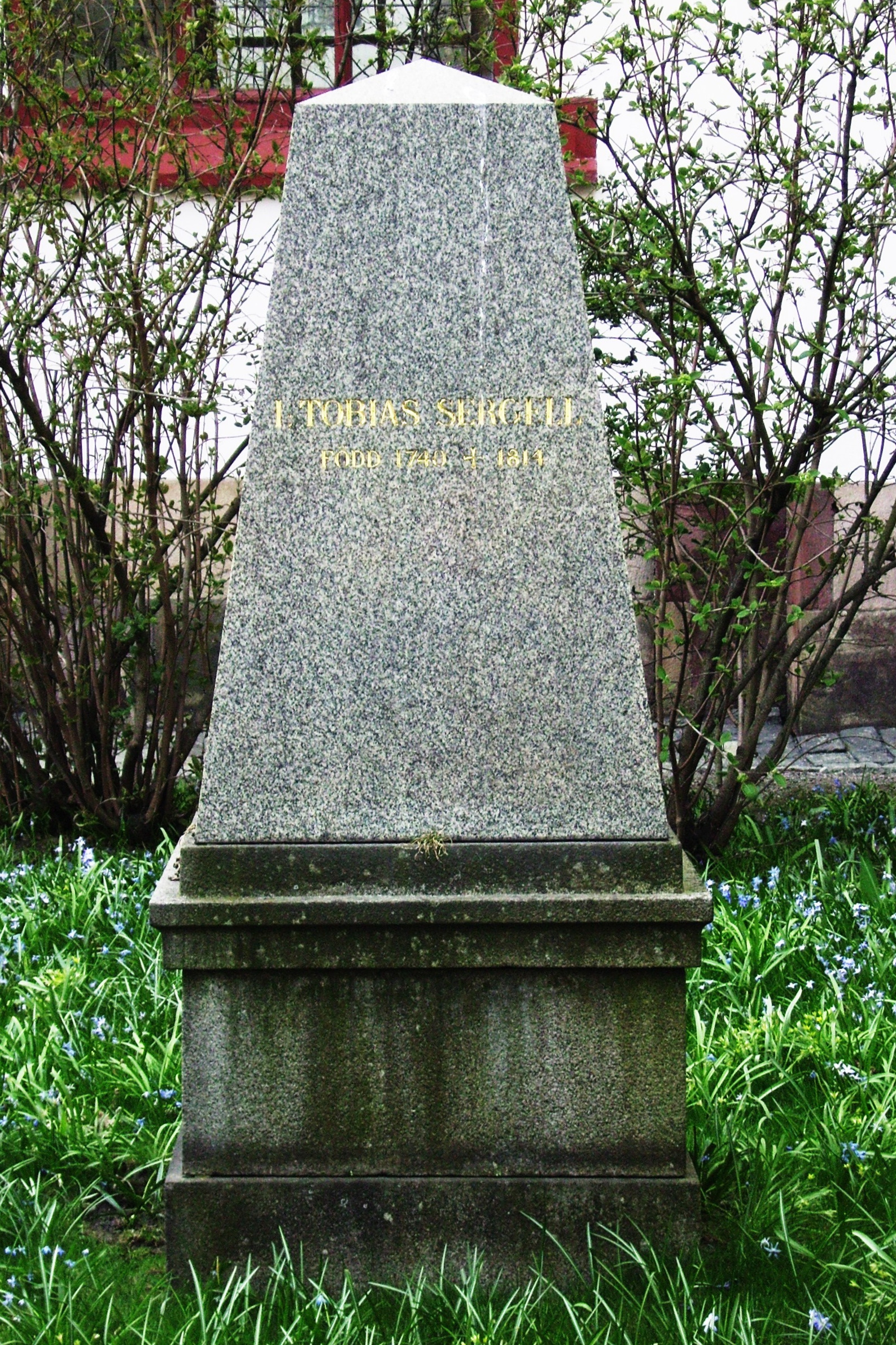
Tobias Sergels gravvård på Adolf Fredriks kyrkogård.
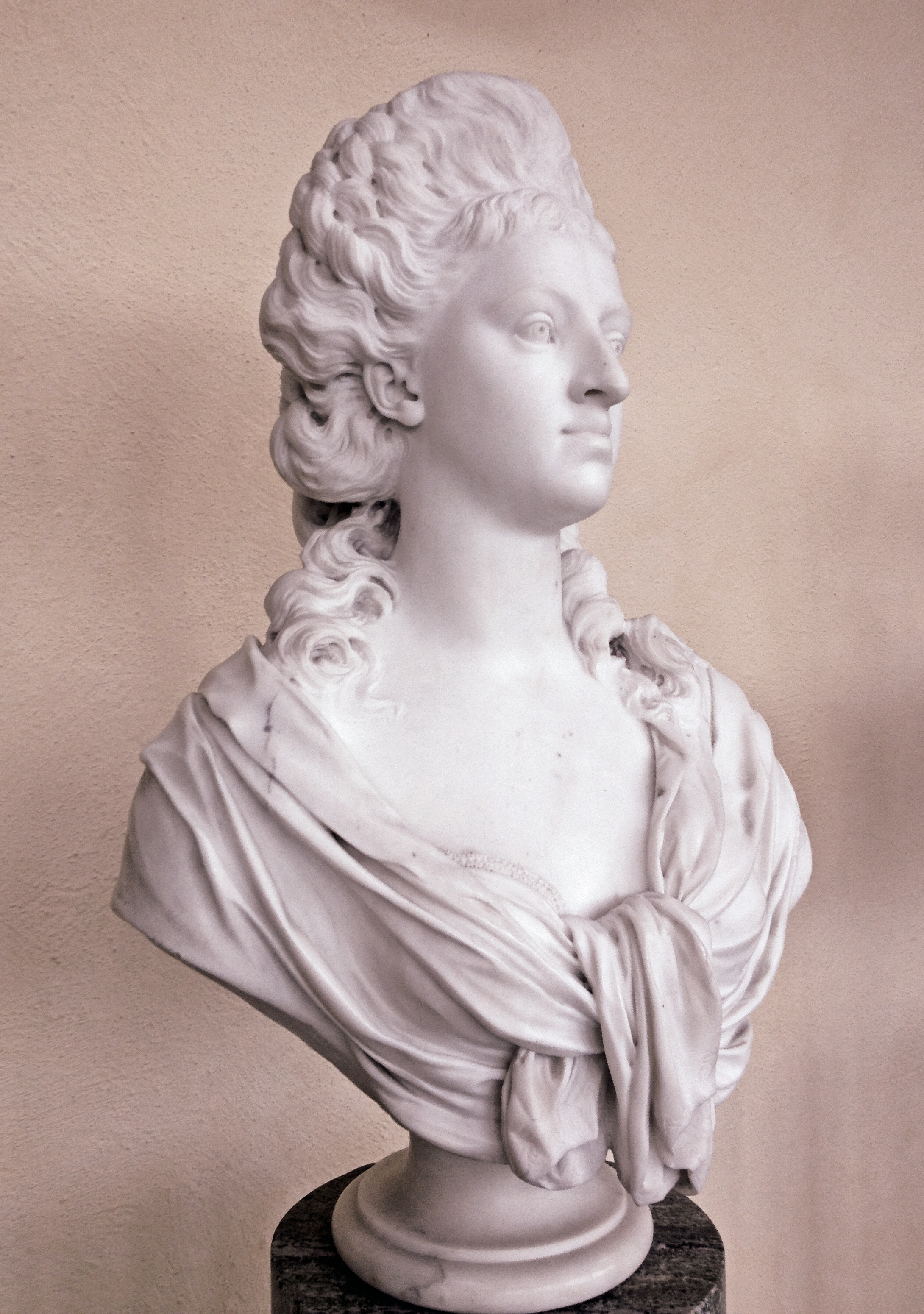
Porträttbyst av Hedvig Elisabet Charlotta av Holstein-Gottorp omkring 1791. Idag utställd på Orangerimuseet.
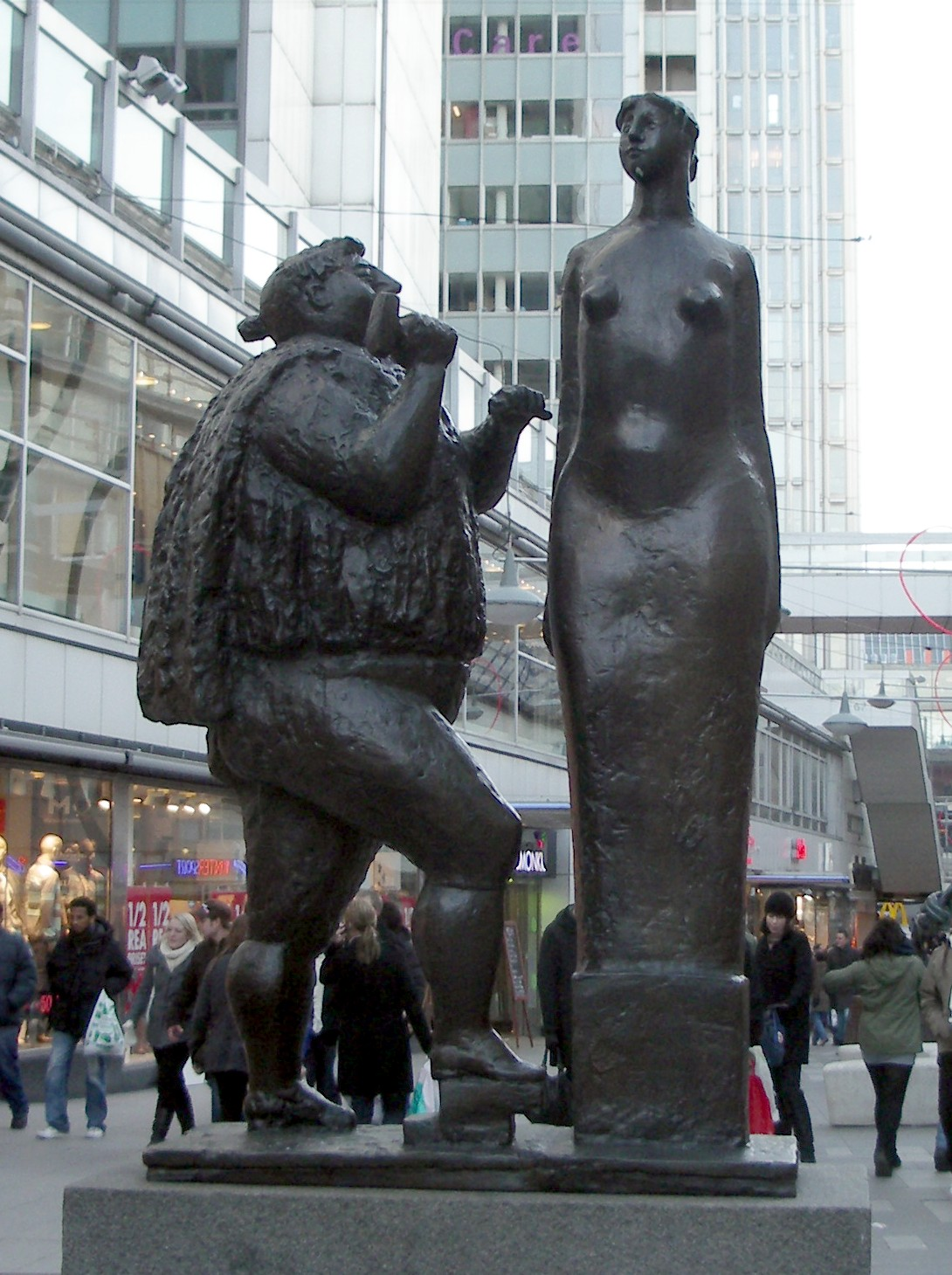
Göran Strååts staty av Sergel på Sergelgatan i Stockholm, på platsen för Sergelhuset
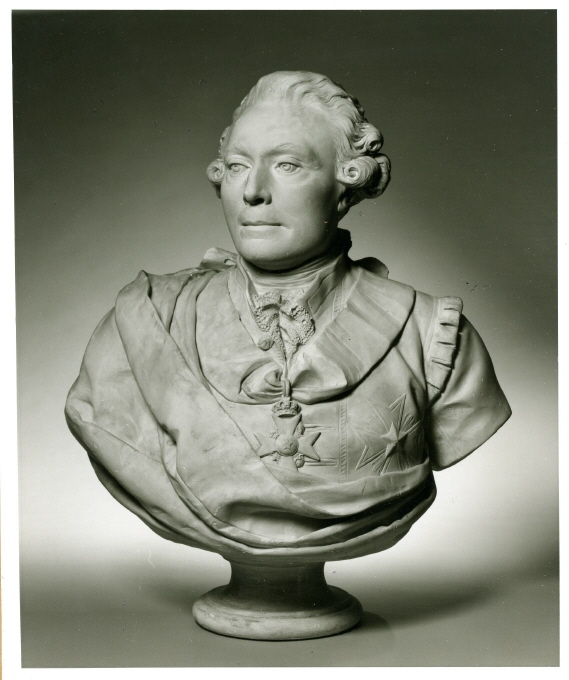
Porträttbyst av Carl Johan Ridderstolpe, skulpterad 1786.
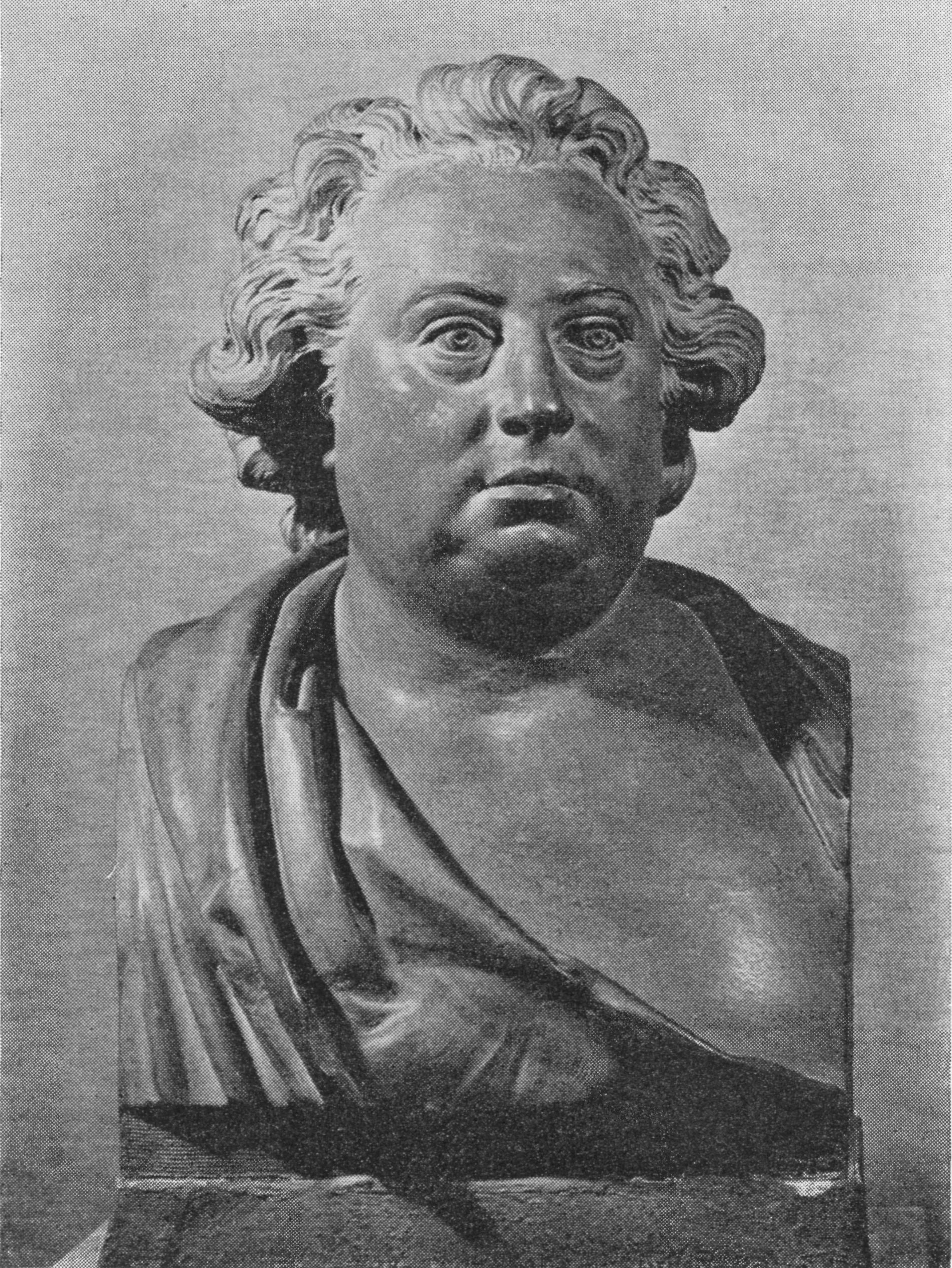
Skulpterat självporträtt från 1793.
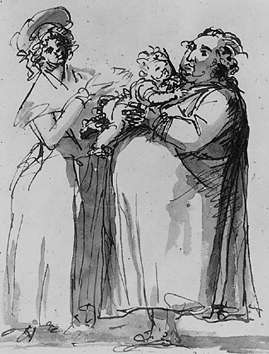
Självporträtt, lavering från 1793 med sonen Gustaf i famnen och med sambon Anna-Rella Hellström.
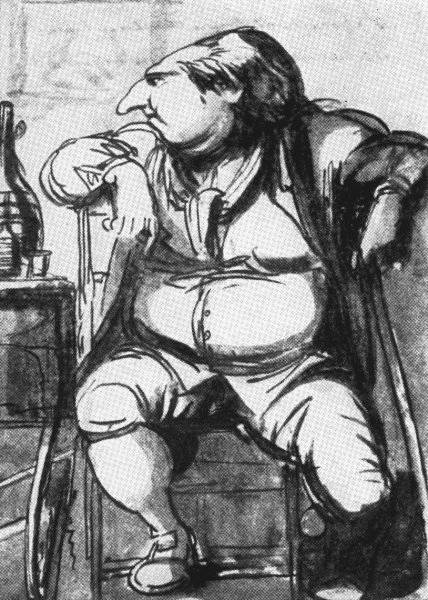
Satiriskt självporträtt av Johan Tobias Sergel.
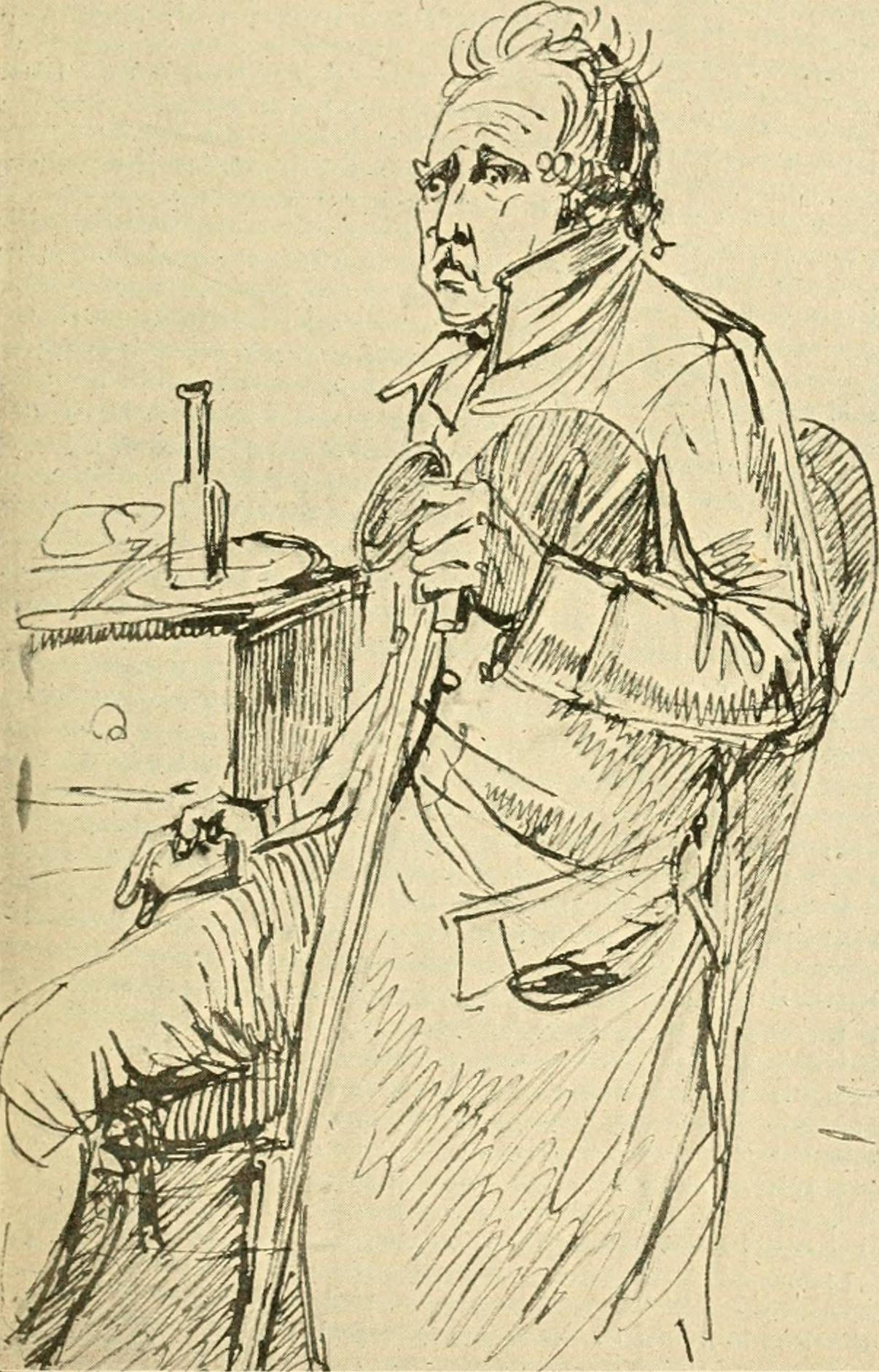
Carl Michael Bellman på en skämtbild av Sergel.
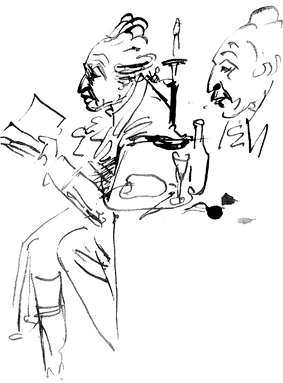
Teckning av Carl Michael Bellman, omkring 1790.
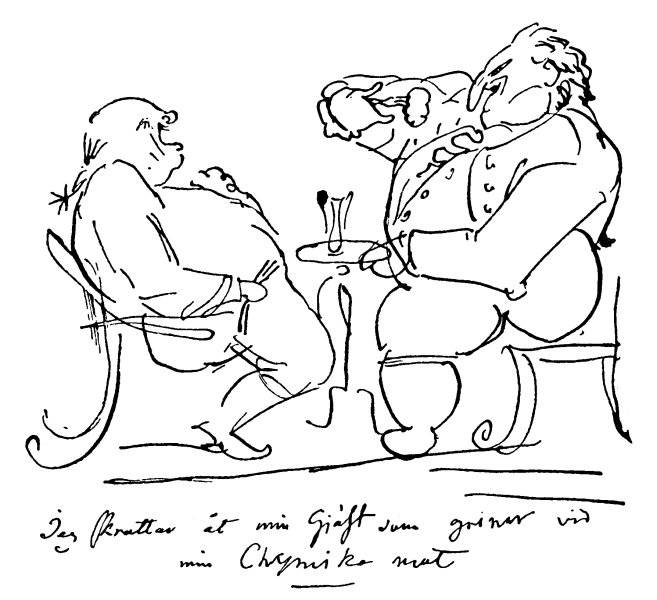
Sergel och Carl August Ehrensvärd "mellan Italiens vinberg och Nordens granbackar", tecknad av Sergel.